# San Juan Nepomuceno
San Juan Nepomuceno è un comune della Colombia facente parte del dipartimento di Bolívar.
Il centro abitato venne fondato da Antonio de la Torre y Miranda nel 1776, mentre l'istituzione del comune è del 1870.